# Rating di legalità
Il rating di legalità è un tipo di rating etico destinato alle imprese italiane, nato nel 2012. Allo scopo di promuovere in Italia principi etici nei comportamenti aziendali in attuazione alla legge di conversione del decreto legge 24 marzo 2012, n. 29, Autorità garante della concorrenza e del mercato (AGCM) in raccordo con i Ministeri della Giustizia e dell'Interno, ha deliberato nel novembre 2012 il Regolamento per definire l'attribuzione del rating di legalità alle imprese operanti nel territorio nazionale con fatturato sopra i 2 milioni di Euro. 
Del rating attribuito alle aziende si tiene conto in sede di concessione di finanziamenti pubblici da parte delle pubbliche amministrazioni, nonché in sede di accesso al credito bancario, infatti, la banca che non concedesse crediti ad una impresa avente rating, sarà tenuta a motivare la scelta con apposita nota alla Banca d'Italia. Sono comunque allo studio procedimenti aggiuntivi.

## Il metodo
Per ottenere il rating “di base” (una stella) occorrono alcuni requisiti minimi autocertificati, come l'assenza di misure di prevenzione personale o patrimoniale; misure cautelari personali o patrimoniali per gli amministratori e soci. Oppure, l'assenza di provvedimenti di condanna dell'Autorità e della Commissione europea per illeciti antitrust. Infine, l'assenza di provvedimenti per il mancato rispetto delle leggi sulla tutela della salute e sicurezza nei luoghi di lavoro e violazioni in materia retributiva, contributiva, assicurativi e fiscali
Per salire alla valutazione massima, sino alla terza stella, si richiede il possesso degli altri sei requisiti, tra cui possesso di un organo di controllo efficace ai sensi del sistema di governo e prevenzioni richiesto dal D.lgs. 231 del 2001; la presenza di acclarati sistemi di Corporate Social Responsibility (CSR); fino alla adesione a codici etici di categoria. Poiché il Rating di legalità nasce con la finalità di riconoscere e promuovere l'adozione di comportamenti legali, etici e trasparenti da parte delle organizzazioni imprenditoriali, la Corporate Social Responsibility (CSR), ovvero la volontà delle imprese di oltrepassare gli obblighi di legge, facendo attenzione e tentando di migliorare il proprio impatto sulla società e sull'ambiente, è uno dei pilastri del Rating di Legalità e, pertanto, uno dei requisiti che permettono di aumentare il punteggio ottenuto, riguarda infatti l'adozione di processi volti a garantire forme di Corporate Social Responsibility..

## Elementi critici
Nel metodo dell'autocertificazione si ravvisa la possibilità di espletare con rapidità la pratica ma anche talune criticità. Se infatti le autocertificazioni per ottenere il rating di base hanno radici oggettive e sono verificabili dall'Autorità (come quelle antimafia), le dichiarazioni necessarie ad accedere al livello superiore trattano invece argomenti le cui dichiarazioni, se fatte con leggerezza e senza il supporto di appositi esperti in governance e CSR, sono passibili di essere giudicate false e mandaci qualora non abbiano le necessarie motivazioni. Infatti, potrebbero essere contestate in presenza di ispezioni fiscali o altre forme di controllo che dovessero accertare l'inesistenza o l'inadeguatezza dei sistemi dichiarati, provocando gravi conseguenze legali e reputazionali (decadenza dal rating e procedimento penale per falsa dichiarazione).Inoltre, studi al riguardo hanno evidenziato come le aziende tendano a non riportare all'interno dei loro siti web parte dei titoli o dei requisiti richiesti in sede di attribuzione del rating